# 奥野健男
奥野 健男（おくの たけお、1926年〈大正15年〉7月25日 - 1997年〈平成9年〉11月26日）は、日本の文芸評論家・化学技術者。多摩美術大学名誉教授。父は最高裁判事の奥野健一。

## 経歴
東京に生まれる。東京府青山師範附属小学校を経て、麻布中学校に在学中、小山誠太郎に感化され自然科学、天文学、有機化学に興味を抱く。同時期、吉行淳之介や北杜夫を知る。部活動は北と共に理科学研究部博物班（現：生物部）に所属していた。1947年東京工業大学附属工業専門部化学工学科卒、1953年東工大化学専攻（旧制）卒。遠山啓に科学全般を、岩倉義男に高分子化学を学ぶ。在学中の1952年に『大岡山文学』に『太宰治論』を発表し、注目される。卒業後、東芝に入社し、印刷回路積層板の研究からトランジスタの開発に取り組む。1959年に大河内記念技術賞を、1963年に科学技術庁長官奨励賞、1964年に特許庁長官賞を受賞する。
1954年に服部達らと『現代評論』を、1958年に吉本隆明らと『現代批評』を創刊し批評活動を行う。1960年代前半に、「政治と文学」というプロレタリア文学以来の観念を厳しく批判し、民主主義文学を否定したことで、文学論争の主役となった。
1961年に多摩美術大学、日本大学芸術学部の講師、1962年に多摩美術大学助教授、1970年に教授となる。多摩美術大学では当初自然科学の講座を担当していたが、やがて『太宰治論』により文芸評論家として遇されていたため文学の講座に集中する。作家三島由紀夫との親交があったため、彼の自決の翌日の授業には、教室からあふれんばかりの学生が押し寄せたという。奥野ゼミは、ゼミ生による創作集『葡萄弾』を毎年発行していた。
1976年から1992年まで産経新聞の文芸時評を担当、文学における「原風景」という概念を打ち出した。
多摩美術大学の教員として広い視点から宇宙的な自然科学、そして芸術文学の本質を少しでも学生に植え付けようと30余年に渡り尽力した。著作の装丁の殆どが多摩美大出身者によってなされている。
1991年に多摩美術大学理事。1997年退職。同大学名誉教授。
次女の奥野美果は工芸作家。墓所は多磨霊園。

## 受賞歴など
（技術者としての受賞歴は上記）
- 1984年（昭和59年）：平林たい子文学賞（『“間”の構造』）
- 1986年（昭和61年）：日本建築学会百周年記念文化賞受賞（『文学における原風景』など）
- 1994年（平成6年）：芸術選奨文部大臣賞（『三島由紀夫伝説』）
- 1995年（平成7年）：紫綬褒章
- 1997年（平成9年）：勲四等旭日小綬章（没後追贈）

## 著書

### 単著
- 『太宰治論』（近代生活社） 1956年、各・改訂（角川文庫）1979年、（新潮文庫）1984年
- 『現代作家論』（近代生活社） 1956年
- 『太宰治 現代作家論全集第十巻』（五月書房） 1958年
- 『日本文学の病状』（五月書房） 1959年
- 『文学的制覇』（春秋社） 1964年
- 『文学は可能か』（角川書店） 1964年
- 『二刀流文明論』（冬樹社） 1964年
- 『恍惚と不安 - 太宰治 昭和11年』（養神書院） 1966年
- 『現代文学の基軸』（徳間書店） 1967年
- 『文壇博物誌』（読売新聞社） 1967年
- 『文学風土記』（筑摩書房） 1968年
- 『新編 文学は可能か』（冬樹社） 1970年
- 『日本文学史 近代から現代へ』（中公新書） 1970年
- 『文学における原風景 原っぱ・洞窟の幻想』（集英社） 1972年
- 『坂口安吾』（文藝春秋） 1972年、改訂（文春文庫） 1996年
- 『戦後文学の青春』（第三文明社、レグルス文庫） 1972年
- 『状況と予兆』（潮出版社） 1972年
- 『太宰治』（文藝春秋） 1973年、改訂（文春文庫） 1998年
- 『無頼と異端』（国文社） 1973年
- 『文学の原像を求めて』（潮出版社） 1973年
- 『科学の眼・文学の眼 私の原風景』（冬樹社） 1973年
- 『高見順』（国文社） 1973年
- 『女流作家論 小説は本質的に女性のものか』（第三文明社） 1974年
- 『現代文学風土記』（集英社） 1976年
- 『山本周五郎』（創樹社） 1977年
- 『島尾敏雄』（泰流社） 1978年
- 『北杜夫の文学世界』（中央公論社）1978年、中公文庫 1982年
- 『深層日本紀行 ヤポネシア史観の形成へ』（毎日新聞社） 1978年
- 『素顔の作家達 現代作家132人』（集英社） 1978年
- 『伊藤整』（潮出版社） 1980年
- 『小説のなかの人間たち 関係性の文学』（集英社） 1981年
- 『小説のなかの銀座』（砂子屋書房） 1983年
- 『“間”の構造 文学における関係素』（集英社） 1983年
- 『歴史の斜面に立つ女たち 文学のなかに女性像を追う』（毎日新聞社） 1985年
- 『文学は死滅するか 奥野健男自選評論集』（学藝書林） 1990年
- 『芸術の辺際 奥野健男評論集 上巻』（阿部出版） 1990年
- 『往相還相 奥野健男評論集 下巻』（阿部出版） 1990年
- 『ねえやが消えて 演劇的家庭論』（河出書房新社） 1991年
- 『三島由紀夫伝説』（新潮社）1993年、のち新潮文庫（抄版） 2000年
- 『奥野健男 文芸時評 1976 - 1992』上・下（河出書房新社） 1993年
- 『越境する文芸批評』（平凡社） 1995年
- 『文学のトポロジー』（河出書房新社） 1999年 - 遺作

### 共著
- 『作家の表象 現代作家』（尾崎秀樹共著、時事通信社） 1977年

### 編著
- 『太宰治 人生論読本 第4巻』（角川書店） 1960年
- 『太宰治研究 I その文学』（筑摩書房） 1978年
- 『室生犀星評価の変遷 その文学と時代』（三弥井書店） 1985年　ISBN 4838290136
- 『太平洋戦争 兵士と市民の記録』（監修、集英社文庫） 1995年　ISBN 4087483568
- 『この一冊で 日本の作家がわかる!』（監修、三笠書房、知的生きかた文庫）1997年 ISBN 4837909035

## 関連人物
- 宮脇俊三 - 紀行作家。奥野とは小学生時代の同級生であり、宮脇は奥野、宮脇、それに田村明の3人で東海道本線の駅名を暗唱して言い合うなどしたという[2]。宮脇は「鉄道紀行」を文学の一ジャンルにまでしたとも評せられている[3]。